# Van Lintelo

Wapen van Lintelo, de vogels en dwarsbalken verwijzen mogelijk naar een verwantschap met de graven van Lohn

Van Lintelo is een uitgestorven riddermatig en grafelijk geslacht, oorspronkelijk afkomstig uit Duitsland, waarvan een zijtak zich in het graafschap Zutphen ging vestigen.

## Geschiedenis
De oorsprong van het geslacht blijkt onduidelijk. Ene Sviker van Lintelo zou zich vernoemd hebben naar het Hof Lintlo in het Keulse ambt Fredeburg. Deze Sviker stond volgens een akte uit 1266 al zijn rechten en aanspraken (voor hem en al zijn erfgenamen) af ten behoeve van het Stift van het Sint Severin klooster in Keulen. Een lid van dit Keulse geslacht, genaamd "Derich van Lyntelo" vestigde zich nadien in de buurtschap Lintelo in het kerspel Aalten in de heerlijkheid Bredevoort. Deze tak zou daar vanaf 1386 goederen in leen ontvangen. Men neemt aan dat hij de naamgever is voor de buurtschap Lintelo. Hoewel anderen de mogelijkheid opperen dat het ook andersom geweest kan zijn.
Deze Derk van Lintelo ontving in 1402 het kasteel Walfort in leen. Onder nazaat Evert van Lintelo, de eerste telg die in het familie-archief (dat tegenwoordig in het Gelders Archief bewaard wordt) van de Nederlandse tak voorkomt, werden de bezittingen uitgebreid over het graafschap Zutphen en landschap Twente, waaronder kastelen; De Ehze en De Marsch, welke beide geheel nieuw werden opgebouwd in opdracht van Evert. Hierdoor ontstonden drie takken; tak de Ehze-De Marsch, tak de Ehze en de tak de Marsch. De familie was lid van de Ridderschap van Zutphen. Door middel van huwelijkspolitiek raakten de Van Lintelo's verbonden met de geslachten: Van Coeverden tot Raen en Rheede, Van Wijnbergen, Schele, Inn- und Kniphausen, Sloet, Van Unia, Des Villattes.
Arnold Willem Tyman van Lintelo, heer van de Marsch, commandant van Zutphen, luitenant-generaal der infanterie, overleden in 1774 moet de laatste mannelijke telg uit dit geslacht zijn geweest. Het familie-archief ging over naar kleinzoon Evert Willem baron van Heeckeren van Molecaten waarvan het kasteel de Marsch in het jaar 1768 al in zijn bezit was gekomen. Een oudere broer van Arnold, had nog een kleindochter, Hester van Lintelo tot de Marsch (1791-1870); zij was de laatste telg in de vrouwelijke linie van het geslacht en trouwde met jhr. Anthony Gustaaf de Geer (1788-1871) waarna enkele leden van hun nageslacht de voornaam "Lintelo" of deel van de geslachtsnaam "Van Lintelo" voerden.

### Lintelo buiten het graafschap Zutphen
Onbekend is of er mogelijke verwantschappen bestaan met Van Lintelo in het hertogdom Berg (dat in de 13e eeuw vermeld werd naar het gelijknamig goed Lintelo in Arnsberg) of de mogelijke relatie met het Hof te Lintelo in Brammelo onder Haaksbergen. Graaf Herman van Lohn beleende het Twentse hof Lintelo in 1265 aan Stephanus de Bramlo en zijn vrouw. Van beide locaties valt niet met zekerheid een verwantschap  vast te stellen.

## Enkele telgen
- Evert van Lintelo (1500-?)
- Thiman Johan van Lintelo (1638-1685)
- Christiaan Karel van Lintelo (1669-1736)